# Купание Дианы (картина Буше)
«Купание Дианы» (фр. Diane sortant du bain или «Диана, выходящая из своей бани») — картина французского художника Франсуа Буше, написанная в 1742 году. На ней изображена богиня охоты Диана. С 1852 года хранится в Лувре. 

## Описание
Картина представляет собой типичную картину Буше, относящуюся к декоративным полотнам. На переднем плане видна обнажённая богиня Диана. О том, что обнажённая женщина является богиней охоты, свидетельствуют едва различимые на холсте атрибуты — лук, стрелы и охотничьи собаки. Диана сидит на шёлковой ткани, символизирующей роскошь и контрастирующей с сельской глубинкой. Несколько деталей, представленных на полотне, относятся к его символике в истории богини. Среди охотничьих животных есть два голубя — символы любви, — которые часто были атрибутом Венеции. Аналогичный мотив Буше использовал в другой своей работе Венера утешает Купидона. Слева видны две собаки. Одна из них пьёт воду из пруда, из которого только что вышла богиня, другая поворачивает голову. Эта сцена восходит к охотнику Актеону, который случайно увидел Диану во время купания, и она в гневе превратила его в оленя.